# Tray (Umverpackung)
Als Tray wird ein offenes Verpackungsmittel bezeichnet, in dem sich mehrere Einzelverpackungen (meist für Lebensmittel, z. B. Getränkekartons und -dosen, Wurst und Käse in Kunststoffverpackungen, Schokoladentafeln etc.) befinden. Trays finden im Groß- und Einzelhandel sowie in Einrichtungen des Gesundheitswesens wie Apotheken Anwendung. Darüber hinaus spricht man auch von Trays, wenn es sich bei der Verpackungseinheit zum Beispiel um Getränkepakete handelt. Diese auch als Träger bezeichneten Verpackungen bestehen aus unterschiedlichen Materialien und können unterschiedlich viele Einheiten aufnehmen. Letztere findet man vornehmlich bei Discountern.

## Anwendungsarten

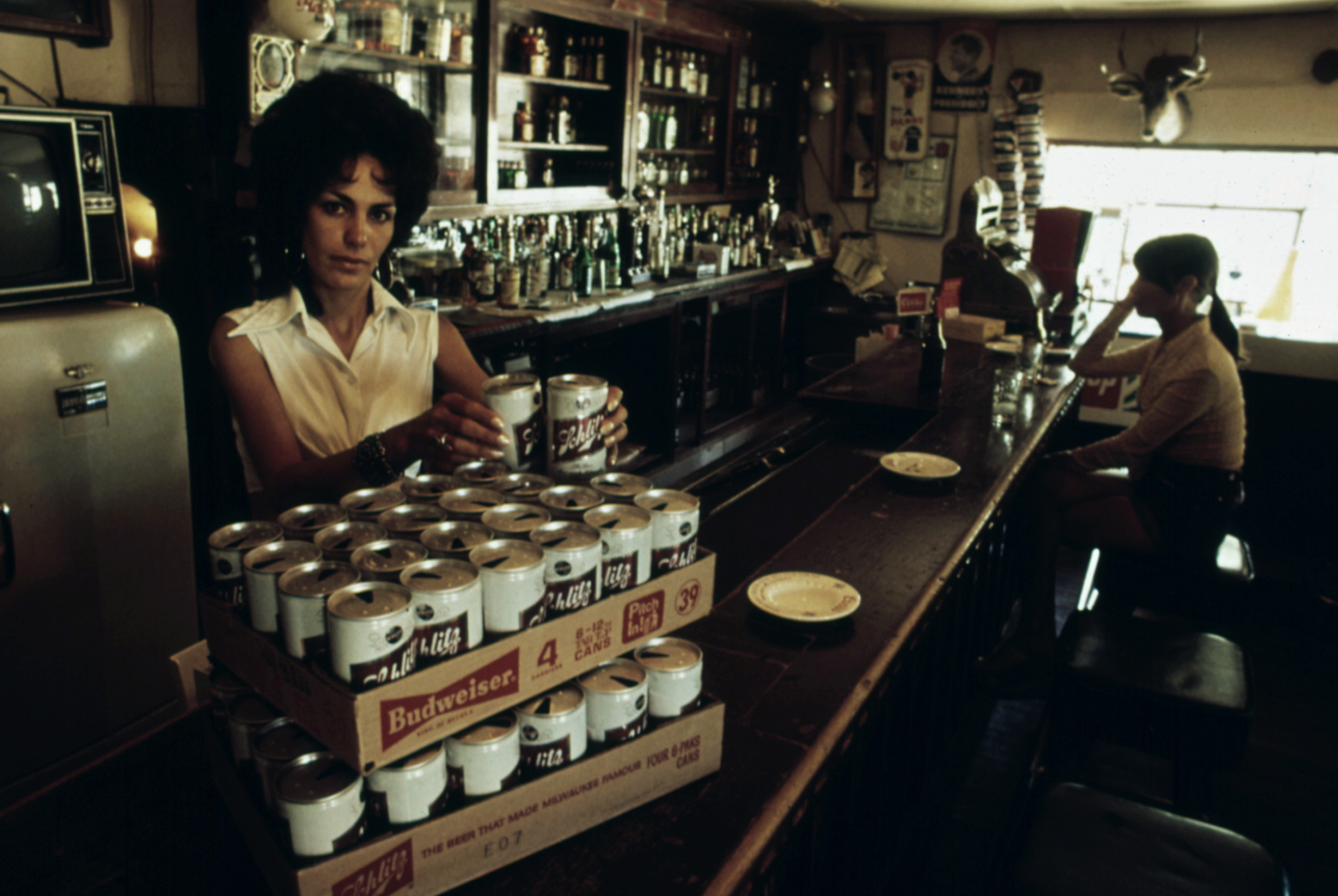
Ein Pappkarton mit leeren Bierdosen

Am weitesten verbreitet ist der flache Pappkarton, der bis zu 24 Einheiten aufnehmen kann. Größere Trays für Getränkedosen werden auch „Dosenpaletten“ genannt. Es gibt jedoch auch Trays für 4, 6 oder 12 Dosen. Die Größe für 6 Dosen ist auch als Sixpack bekannt und mit Plastiklaschen verbunden.

## Vorteile von Trays
- Trays dienen der Erleichterung der Arbeit beim Auffüllen von Regalen in Supermärkten und Lebensmittelgeschäften.
- Trays erleichtern die Zählbarkeit der Ware bei einer Inventur.
- Außerdem erleichtern sie bei großen Mengen die Logistik, da sie besser stapelbar sind als lose Ware und so sicherer transportiert werden können.

## Nachteile von Trays
- Geöffnete Trays können im Regelfall nicht retourniert werden (außer bei mangelhafter Ware)
- Ist Flüssigware innerhalb eines Trays beschädigt, ist meist der gesamte Tray in Mitleidenschaft gezogen und darf damit nicht in den Handel gelangen.